# Thrixspermum congestum
Thrixspermum congestum là một loài thực vật có hoa trong họ Lan. Loài này được (F.M.Bailey) Dockrill miêu tả khoa học đầu tiên năm 1967.